# Trehörningsjö socken
Trehörningsjö socken i Ångermanland ingår sedan 1971 i Örnsköldsviks kommun och motsvarar från 2016 Trehörningsjö distrikt.
Socknens areal är 294,80 kvadratkilometer, varav 266,00 land. År 2000 fanns här 570 invånare. Tätorten och kyrkbyn Trehörningsjö med sockenkyrkan Trehörningsjö kyrka ligger i socknen.

## Administrativ historik
Trehörningsjö socken har sitt ursprung i ett kapellag inom Gideå socken och Trehörningsjö kyrka stod färdig 1836. Frågan om anställande av en kapellpredikant väcktes 1856. Detta förslags avslogs av kungliga brevet den 6 februari 1857 men kort därefter ändrades beslutet och det bestämdes att Trehörningsjö skulle få en kapellpredikant. Något år senare anslog riksdagen 1859–1860 en summa av 4 500 riksdaler till inköpet av ett boställe för denne. Anslag till köpet för bostället åt kapellpredikanten beviljades genom kungligt brev den 29 december 1860 och 1865 ansågs Trehörningsjö kapellförsamling som färdigbildad av landshövdingen i Västernorrlands län. Statistiska centralbyrån angav att Trehörningsjö bildade en från Gideå skild församling sedan år 1865, och kallar Trehörningsjö för ett annex. Skatteverket anger årtalet för församlingens bildande som 1872, också som en annexförsamling.
I kommunalt hänseende kvarstod socknen i Gideå landskommun, bildad 1 januari 1863 genom kommunreformen 1863, fram till 1 januari 1885, då den utbröts för att bilda Trehörningsjö landskommun. Landskommunen uppgick 1971 i Örnsköldsviks kommun. Församlingen uppgick 1 januari 2014 i Gideå-Trehörningsjö församling.
1 januari 1885 (enligt beslut den 18 januari 1884) utbröts Trehörningsjö ur Gideå jordebok för att bilda en egen jordebokssocken.
1 januari 2016 inrättades distriktet Trehörningsjö, med samma omfattning som församlingen hade 1999/2000.  
Socknen har tillhört fögderier, tingslag och domsagor enligt vad som beskrivs i artikeln Ångermanland. De indelta båtsmännen tillhörde Andra Norrlands andradels båtsmanskompani.

## Geografi
Trehörningsjö socken ligger norr om Örnsköldsvik kring övre Husån. Socknen har odlingsbygd vid vattendragen och är i övrigt bergig sjörik skogsbygd med höjder som når 505 meter över havet.
Socknen genomkorsas av Norra stambanan på dess sträckning mellan Mellansel och Vännäs. Trehörningsjö station var förr en viktig knutpunkt i bygden.

### Geografisk avgränsning
Trehörningsjö sockens nordligaste punkt ligger vid Malbergsmyran strax norr om berget Malbergsliden (350 m ö.h.). Här ligger ett "tresockenmöte" mellan Trehörningsjö, Björna och Bjurholms socknar. I väster avgränsas Trehörningsjö socken helt av Björna socken. I norr, på en sträcka av cirka sju kilometer österut från Malbergsmyran, gränsar socknen mot Bjurholms socken i Bjurholms kommun.
Vid Önskasjöliden (265 m ö.h.) ligger "tresockenmötet" Trehörningsjö-Bjurholm-Nordmaling. Från denna punkt gränsar socknen i norr och nordost mot Nordmalings socken i Nordmalings kommun.
I denna nordliga del av socknen ligger Önskasjön (202 m ö.h.). I närheten av sjön ligger bebyggelse i form av torp vid Önskaklubben, Korsnäset, Åviken. Söder om sjön ligger byn Önskanäset, gårdarna Önskemålet samt Herrbergsliden samt österut byn Norra Nordsjö. På gränsen mot Björna socken ligger ett berg som heter Nördberget (495 m ö.h.). Socknens nordöstra "gränsknä" vid Hitstenberget ligger cirka 2 km väster om tätorten Norrfors invid Norra stambanan i Nordmalings socken.
Strax väster om Västansjöberget kommer stambanan norrifrån in i socknen. Från detta berg går gränsen mot Nordmaling söderut över Nörd-Ängesberget och Brånaberget fram till Lill-Ersmyran öster om Långviken av Yttre Lemesjön (162 m ö.h.). Här ligger "tresockenmötet" Trehörningsjö-Nordmaling-Gideå. Från denna punkt och västerut avgränsas socknen söderut av Gideå socken. Denna del av Trehörningsjö socken präglas av Inre Lemesjön (170 m ö.h.), vid vars västsida samhället Trehörningsjö ligger samt av norra delen av Yttre Lemesjön. Mellan de två sjöarna ligger byn Lemesjö med bygdegård. Båda sjöarna är delar av Husåns vattensystem. Husån avvattnar även Önskasjön, Trehöringsjötjärnen (177 m ö.h.) samt Trehörningsjön (176 m ö.h.). Vid den sistnämndas västra ände ligger byn Inre Tehörningsjö och norr om sjön ligger Trehörningsjö kyrkby. Trehörningsjö tätort ligger cirka 2 km öster om kyrkan.
I socknens västra del ligger byarna Högbrännan, Kantsjö samt Djuptjärn. Området avvattnas av Kantsjöbäcken till Trehörningsjön.
I socknens sydvästra delar ligger byarna Grundsjö samt Långvattnet. Vid den sistnämnda ligger sjön Långvattnet (169 m ö.h.) samt Ökvattnet. Norr om Långvattnet kommer stambanan in söderifrån. Landsvägen mellan Långviksmon och Trehörningsjö passerar genom Långvattnets by.
Som ovan angivits gränsar socknen i väster mot Björna socken. Trehörningsjö sockens sydligaste punkt ligger vid berget Malklippen . Här ligger "tresockenmötet" Trehörningsjö-Björna-Gideå. Härifrån via Klubbkullen till Lill-Ersmyran gränsar socknen på en sträcka av cirka 20 km mot Gideå socken i söder.

## Fornlämningar
Bland kända fornlämningar och arkeologiska fynd som gjorts i socknen finns omkring 15 boplatser från stenåldern som tillhört en lokal fångstkultur, fångstgropar och en skida från bronsåldern.

## Namnet
Namnet (1795 Trehörningsiö) kommer från kyrkbyn som ligger vid sjön med samma namn som har tre vikar.

## Befolkningsutveckling
| Befolkningsutvecklingen i Trehörningsjö socken 1870–1990      | Befolkningsutvecklingen i Trehörningsjö socken 1870–1990 | Befolkningsutvecklingen i Trehörningsjö socken 1870–1990 | Befolkningsutvecklingen i Trehörningsjö socken 1870–1990 | Befolkningsutvecklingen i Trehörningsjö socken 1870–1990 |
| ------------------------------------------------------------- | -------------------------------------------------------- | -------------------------------------------------------- | -------------------------------------------------------- | -------------------------------------------------------- |
|                                                               |                                                          |                                                          |                                                          |                                                          |
| År                                                            |                                                          |                                                          | Folkmängd                                                |                                                          |
| 1870                                                          | 1870                                                     |                                                          | 907                                                      |                                                          |
| 1880                                                          | 1880                                                     |                                                          | 1 106                                                    |                                                          |
| 1890                                                          | 1890                                                     |                                                          | 1 335                                                    |                                                          |
| 1900                                                          | 1900                                                     |                                                          | 1 608                                                    |                                                          |
| 1910                                                          | 1910                                                     |                                                          | 1 753                                                    |                                                          |
| 1920                                                          | 1920                                                     |                                                          | 1 833                                                    |                                                          |
| 1930                                                          | 1930                                                     |                                                          | 1 729                                                    |                                                          |
| 1940                                                          | 1940                                                     |                                                          | 1 708                                                    |                                                          |
| 1950                                                          | 1950                                                     |                                                          | 1 673                                                    |                                                          |
| 1960                                                          | 1960                                                     |                                                          | 1 446                                                    |                                                          |
| 1970                                                          | 1970                                                     |                                                          | 1 025                                                    |                                                          |
| 1980                                                          | 1980                                                     |                                                          | 829                                                      |                                                          |
| 1990                                                          | 1990                                                     |                                                          | 692                                                      |                                                          |
| Anm: Källor: Demografiska databasen, CEDAR, Umeå universitet. |                                                          |                                                          |                                                          |                                                          |